# Hermann-Josef Kaiser
Hermann-Josef Kaiser (* 7. Februar 1938 in Vechta; † 4. August 2021 in Hamburg) war ein deutscher Musikpädagoge, Erziehungswissenschaftler und Hochschullehrer.

## Leben
Nach dem Kompositionsstudium an der Musikhochschule Köln, gleichzeitig Schulmusikstudium, dem Studium von Philosophie, Erziehungswissenschaft, Musikwissenschaft, Germanistik an den Universitäten Bonn und Köln war er Assessor/Studienrat an Gymnasien in Köln und Bonn. Er war Assistent an der Universität Bonn, Professor für Wissenschaftstheorie und Empirische Verfahren an der Universität Münster, Professor für Erziehungswissenschaft an der Hochschule der Künste Berlin und Professor für Musikpädagogik an der Universität Münster. Von 1988 bis 2004 lehrte er als Professor (C4) für Erziehungswissenschaft unter besonderer Berücksichtigung der Didaktik der Musik an der Universität Hamburg. 2018 wurde ihm die Ehrendoktorwürde der Hochschule für Musik, Theater und Medien Hannover verliehen.
Hermann-Josef Kaiser war Ehrenmitglied des Deutschen Musikrats (DMR), Mitglied des Advisory Board der „School of Music and Musicology“ der Universität Göteborg und externes Mitglied des Instituts für musikpädagogische Forschung der Hochschule für Musik, Theater und Medien Hannover. Er war Gründungsmitglied der „Wissenschaftlichen Sozietät Musikpädagogik“ (WSMP) und der „Gesellschaft für Musikpädagogik“ (GMP) sowie Mitglied des „Arbeitskreises Musikpädagogische Forschung“ (AMPF), der „Bundesfachgruppe Musikpädagogik“ (BFG), der „Deutschen Gesellschaft für Ästhetik“ (DGÄ), der Deutschen Gesellschaft für Erziehungswissenschaft (DGfE) und der „Research Alliance of Institutes for Music Education“ (RAIME).
Seine Forschungsschwerpunkte waren ästhetische Theorie – Bildungstheorie, Handlungstheorie und Grundlegungsfragen einer Systematischen Musikpädagogik.

## Schriften (Auswahl)
- als Herausgeber: Ästhetische Theorie und musikpädagogische Theoriebildung. Mainz 1998, ISBN 3-7957-1827-9.
- mit Eckhard Nolte: Musikdidaktik. Sachverhalte – Argumente – Begründungen. Ein Lese- und Arbeitsbuch. Mainz 2003, ISBN 3-7957-0202-X.
- als Herausgeber: Musikpädagogische Forschung in Deutschland. Dimensionen und Strategien. Essen 2004, ISBN 3-89924-089-8.
- mit Christopher Wallbaum, Jürgen Vogt, Christian Rolle, Hans Jünger, Frauke Heß und Dorothee Barth: Bildungsoffensive Musikunterricht? Das Grundsatzpapier der Konrad-Adenauer-Stiftung in der Diskussion. Regensburg 2006, ISBN 3-932581-80-6.
- Gesammelte Aufsätze. Herausgegeben von Frauke Heß, Lars Oberhaus, Christian Rolle und Jürgen Vogt unter Mitarbeit von Stefanie Rogg. Berlin 2018, ISBN 978-3-643-14003-6.